# フランツ・ロート
フランツ・ロート（Franz Roth、1946年4月27日 - ）は、メミンゲン出身の元西ドイツ代表サッカー選手。現役時代のポジションはMF。
10年以上の間バイエルン・ミュンヘンで過ごし、フランツ・ベッケンバウアーやゲルト・ミュラーらと共にUEFAチャンピオンズカップを3連覇するなどクラブの黄金時代を支えた。1966-67シーズンのUEFAカップウィナーズカップでは、延長戦の末ロートの決勝ゴールによってグラスゴー・レンジャーズFCを退けた。

## 所属クラブ
- 1966-1978  バイエルン・ミュンヘン

## タイトル
- ブンデスリーガ : 1968-69、1971-72、1972-73、1973-74
- DFBポカール : 1966-67、1968-69、1970-71
- UEFAチャンピオンズリーグ : 1973-74、1974-75、1975-76
- UEFAカップウィナーズカップ : 1966-67
- インターコンチネンタルカップ : 1976